# Caryophyllia alberti
Caryophyllia alberti is een rifkoralensoort uit de familie Caryophylliidae. De wetenschappelijke naam van de soort is voor het eerst geldig gepubliceerd in 1980 door Zibrowius.